# Jennifer Lawrence
Jennifer Shrader Lawrence (Indian Hills, 15 de agosto de 1990) é uma atriz norte-americana. Lawrence é descrita como uma das melhores atrizes da sua geração, e, devido à aclamação da crítica pelas suas atuações, aos 20 anos, foi a terceira atriz mais jovem a ser nomeada ao Óscar de Melhor Atriz e ganhá-lo em 2013. Ela é mais conhecida pelos seus papéis como a heroína Katniss Everdeen na franquia The Hunger Games (2012–15), Mística na franquia X-Men (2011–19), Dominika Egorova em Red Sparrow (2018), Kate Dibiasky em Don't Look Up (2021) e Maddie Barker em No Hard Feelings (2023).
O seu primeiro grande papel foi como membro do elenco principal em The Bill Engvall Show da TBS (2007-2009) e, posteriormente, apareceu nos filmes independentes The Burning Plain (2008) e Winter's Bone (2010) — este último pelo qual recebeu nomeações para o Óscar, o Globo de Ouro, Satellite Award, o Independent Spirit Award e o Screen Actors Guild Award de Melhor Atriz.  Aos 22 anos, seu desempenho como a ninfomaníaca Tiffany Maxwel na comédia romântica Silver Linings Playbook (2012) rendeu-lhe o Óscar, o Globo de Ouro, o Screen Actors Guild Award, o Satellite Award e o Independent Spirit Award de Melhor Atriz, entre outros reconhecimentos — fazendo dela a pessoa mais jovem a ser nomeada para dois prêmios da Academia para Melhor Atriz e a segunda mais jovem vencedora desse prêmio.
Pelo papel de Rosalyn Rosenfeld no filme American Hustle (2013), recebeu o Globo de Ouro de Melhor Atriz Coadjuvante, o BAFTA de Melhor Atriz Coadjuvante e a sua terceira indicação ao Óscar, como Melhor Atriz Coadjuvante. Aos 25 anos, Lawrence tornou-se a pessoa mais jovem a receber quatro indicações ao Óscar, por sua interpretação como a empreendedora Joy Mangano na cinebiografia Joy, que marca sua terceira colaboração com David O. Russell. Pelo papel, a atriz recebeu seu terceiro Globo de Ouro consecutivo.
Lawrence estabeleceu-se em Hollywood, protagonizando duas franquias de sucesso nas bilheterias. Na primeira, interpretou a mutante Mística nos filmes X-Men: First Class, X-Men: Days of Future Past, X-Men: Apocalypse e Dark Phoenix. Em 2012, integrou, como personagem principal, o elenco do primeiro filme da série de filmes The Hunger Games, uma adaptação do best-seller da trilogia de romances de Suzanne Collins. Seu desempenho nos filmes rendeu-lhe notáveis elogios da crítica e estabeleceu-a como a mais rentável heroína de ação de sempre nas bilheterias. As atuações de Lawrence levaram Rolling Stone a chamá-la de "a jovem atriz mais talentosa na América". Em 2013, a revista Time nomeou-a uma das 100 pessoas mais influentes do mundo e a Elle nomeou-a a mulher mais poderosa no ramo do entretenimento. Foi a segunda atriz que mais faturou em 2013 (26 milhões de dólares) e, segundo a Forbes, foi a atriz mais rentável de 2014. Também foi a atriz mais bem paga do mundo em 2015 (52 milhões de dólares) e repetiu o feito em 2016 (46 milhões de dólares).

## Início de vida
Jennifer nasceu em 15 de agosto de 1990 e foi criada em Louisville, Kentucky. Filha de Karen e Gary Lawrence, a sua mãe administra um acampamento para crianças e o seu pai já foi dono de uma empresa de construção de concreto, chamada Lawrence & Associates. Quando pequena já atuava em peças da Igreja, e por volta dos 14 anos, decidiu seguir a carreira de atriz. Convenceu os pais a levá-la para Nova Iorque, onde poderiam encontrar um agente. Apesar de não ter tido nenhum treino anterior, recebeu muitos elogios da agência onde fez o teste. Para seguir sua carreira na indústria, frequentou durante dois anos a escola.
As atividades escolares de Lawrence incluíam líderes de torcida, softbol, hóquei em campo e basquete, que ela jogava em uma equipe de meninos treinada pelo pai. Enquanto crescia, ela gostava de andar a cavalo e frequentemente visitava uma fazenda de cavalos local. Como resultado de ser jogada de um cavalo, Jennifer tem um cóccix machucado. Quando seu pai trabalhava em casa, ela se apresentava para ele, muitas vezes se vestindo como palhaça ou bailarina. Ela teve sua primeira missão como atriz aos nove anos de idade, quando desempenhou o papel de prostituta em uma peça da igreja baseada no Livro de Jonas. Nos anos seguintes, ela continuou participando de peças da igreja e musicais da escola.
Lawrence tinha quatorze anos e estava de férias em família na cidade de Nova York, quando foi flagrada na rua por um caçador de talentos que providenciou para que ela fizesse um teste para agentes de talento. Karen não estava interessada em permitir que sua filha seguisse uma carreira de atriz, mas mudou brevemente sua família para Nova York para deixá-la ler para papéis. Após a primeira leitura fria de Lawrence, os agentes disseram que a dela era a melhor que tinham ouvido de alguém tão jovem; A mãe de Lawrence a convenceu de que eles estavam mentindo. Lawrence disse que suas primeiras experiências foram difíceis porque ela se sentia sozinha. Ela assinou com a Agência de Talentos do CESD, que convenceu seus pais a deixarem sua audição para papéis em Los Angeles. Enquanto sua mãe a incentivava a modelar, Lawrence insistia em atuar, o que ela considerou um "ajuste natural" para suas habilidades e recusou várias ofertas de modelagem. Lawrence abandonou a escola aos 14 anos sem receber um GED ou um diploma. Ela disse que era "autodidata" e que sua carreira era sua prioridade. Entre seus trabalhos como atriz na cidade, ela fazia visitas regulares a Louisville, onde atuava como enfermeira assistente no acampamento de sua mãe.

## Carreira

### 2006–2010: primeiros anos
Lawrence nunca teve quaisquer aulas de teatro para atuar. Ela começou a sua carreira como atriz na comédia em The Bill Engvall Show. A série foi ao ar em setembro de 2007 e foi cancelada em 2009, após três temporadas. Lawrence recebeu uma indicação ao prêmio Young Artist Awards de 2009 na categoria Jovem Artista Promissora em uma Série de televisão pelo seu papel e ganhou, na mesma cerimônia, ao lado de seus colegas, na categoria Melhor Jovem Elenco. Foi convidada para as séries de televisão The Devil You Know, Cold Case, Medium e Monk.

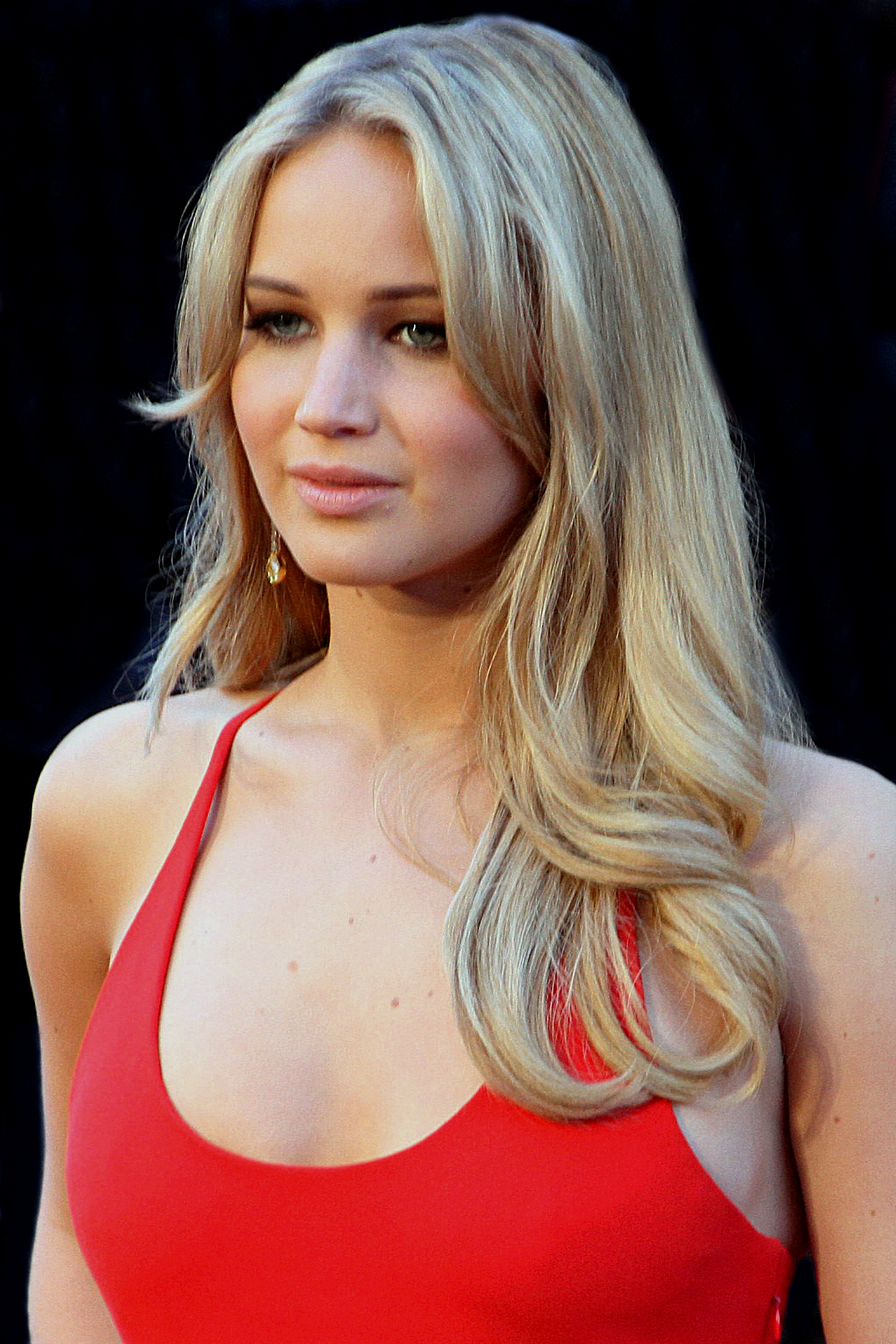
Jennifer na cerimônia do 83.º Oscar, em 2011, onde recebeu sua primeira indicação de Melhor Atriz por Winter's Bone

Lawrence estreou no cinema em 2008, no filme de drama Garden Party, no qual ela interpretou uma adolescente problemática chamada Tiff. Ela apareceu na estreia no cinema de Guillermo Arriaga, The Burning Plain (2008), um drama narrado em um formato de hiperlink. Ela foi escalada como a filha adolescente do personagem de Kim Basinger, que descobre o caso extraconjugal de sua mãe, um papel que ela compartilhou com Charlize Theron; as duas atrizes retrataram o papel em diferentes estágios da vida do personagem. Mark Feeney, do The Boston Globe, considerou o desempenho de Lawrence uma "tarefa ingrata", mas Derek Elley, da Variety elogiou-a como o principal ativo da produção, escrevendo que ela "mergulha em profundidades mais frescas" no filme. Sua performance lhe rendeu o Prêmio Marcello Mastroianni de Melhor Atriz Emergente no Festival de Veneza. Também naquele ano, ela apareceu no videoclipe da música "The Mess I Made" de Parachute. No ano seguinte, ela estrelou o drama de Lori Petty, The Poker House, como a mais velha das três irmãs que vive com uma mãe que usa drogas. Stephen Farber de Hollywood Reporter pensou que Lawrence "tem uma postura tocante na câmera que transmite a resiliência das crianças", e seu papel na The Poker House ganhou um prêmio de Melhor Performance do Festival de Cinema de Los Angeles.
O papel inovador de Lawrence veio no drama de pequena escala Winter's Bone (2010), baseado no romance de Daniel Woodrell com o mesmo nome. No filme independente de Debra Granik, ela interpretou Ree Dolly, uma adolescente pobre nos montes Ozark que cuida de sua mãe com problemas mentais e de irmãos mais novos enquanto procura por seu pai desaparecido. Lawrence viajou para os Ozarks uma semana antes de as filmagens começarem a viver com a família em que a história se baseava, e, em preparação, ela aprendeu a lutar, escamar esquilos e cortar lenha. David Denby, do The New Yorker, disse que o filme "seria inimaginável para qualquer pessoa menos carismática", e Peter Travers, da Rolling Stone, escreveram que "seu desempenho é mais do que atuar, é uma tempestade que se aproxima. Os olhos de Lawrence são um roteiro para o que está despedaçando Ree". A produção ganhou o Prêmio do Grande Júri no Festival de Cinema de Sundance. A atriz recebeu o prêmio do Conselho Nacional de Revisão por desempenho revolucionário e, com sua primeira indicação ao Oscar de Melhor Atriz, tornou-se a segunda pessoa mais jovem a ser indicada na categoria.

### 2011–2013:The Hunger Gamese reconhecimento internacional
Lawrence foi premiada no Conselho Nacional de Revisão Prêmio de Melhor Performance Revelação. Ela recebeu uma nomeação para o Oscar de Melhor Atriz em 25 de janeiro de 2011, tornando-se a terceira mais jovem atriz a ser nomeado para a categoria, e também acumulando nomeações ao Globo de Ouro, Screen Actors Guild Awards, Independent Spirit Awards, e o Satellite Awards, entre outros. Lawrence apareceu em The Beaver, uma comédia de humor negro estrelada por Jodie Foster e Mel Gibson. O filme foi rodado em 2009, mas passou um longo período de tempo parado devido às controvérsias. Ele foi lançado em 6 de maio de 2011. Ela também co-estrelou o filme independente Like Crazy, que estreou no Sundance Film Festival de 2011. No ano seguinte, foi-se anunciado que Lawrence foi convidada para participar da Academia de Artes e Ciências Cinematográficas.

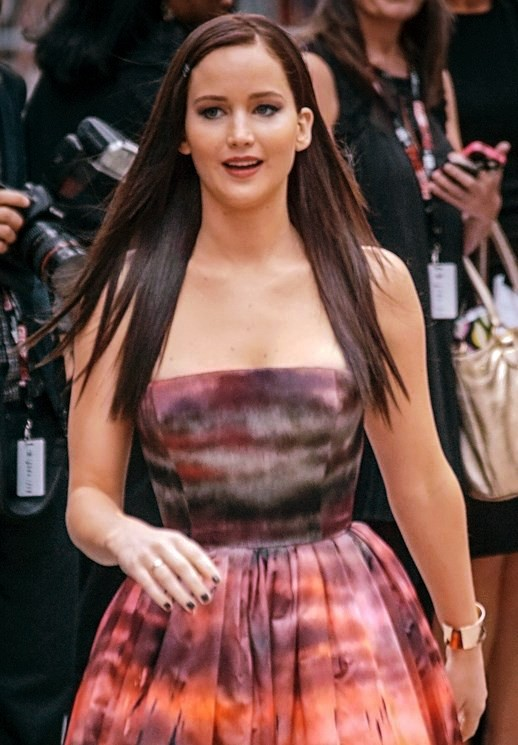
Lawrence no Festival Internacional de Cinema de Toronto de 2012.

Em março de 2011, Lawrence foi convidada para o papel de Katniss Everdeen no filme The Hunger Games, baseado no romance best-seller homônimo, escrito por Suzanne Collins. Apesar de ser uma grande fã dos livros, ela levou três dias para aceitar o papel porque ela inicialmente foi intimidada pelo tamanho do filme e o que ele poderia significar para sua fama. Ela passou por treinamento intensivo para entrar em forma para o papel, incluindo a formação de dublês, tiro com arco, corrida, pilates, ioga e outras coisas. O filme foi lançado em 23 de março de 2012, e estabeleceu o recorde de terceira maior estreia de um filme nos Estados Unidos, com bilheteria de 152,5 milhões de dólares em três dias.
Embora o filme tenha recebido críticas em geral bastante positivas, o retrato feito por Lawrence no papel de Katniss Everdeen foi o mais elogiado. Todd McCarthy do The Hollywood Reporter disse que "Lawrence encarna Katniss, assim como se poderia imaginar ela a partir do romance, com gravidade impressionante e presença", em última análise, chamando-a de "a atriz de cinema ideal". Kenneth Turan do Los Angeles Times afirmou que Lawrence é o "melhor desempenho possível como Katniss e é o fator chave para fazer The Hunger Games um envolvente entretenimento popular com unidade narrativa forte, que prende nossa atenção".
Em junho de 2011, ela estrelou como Mística ao lado de James McAvoy, Michael Fassbender, Nicholas Hoult, Rose Byrne e Lucas Till em X-Men: First Class. Lawrence reprisou o papel na sequência de 2014, X-Men: Days of Future Past. Ela também estrelou ao lado de Max Thieriot e Elisabeth Shue em House at the End of the Street, que foi lançado em Setembro de 2012.
Em novembro de 2012, Lawrence fez o papel de uma ninfomaníaca em Silver Linings Playbook, de David O. Russell, uma adaptação do romance de mesmo nome, por Matthew Quick, atuando com Bradley Cooper e Robert De Niro. Ela recebeu elogios da crítica por sua atuação no filme, com Richard Corliss da Time, dizendo "A razão para ficar é Lawrence". Peter Travers da Rolling Stone também escreveu que "Lawrence é uma espécie de milagre. Ela é rude, suja, engraçada, boca suja, descuidada, sexy, vibrante e vulnerável, às vezes todos na mesma cena, até no mesmo fôlego. Nenhuma lista de candidatos ao Oscar de melhor atriz estaria completa sem o eletrizante nome de Lawrence na liderança". Pela sua performance no filme Lawrence ganhou o Oscar de Melhor Atriz, Globo de Ouro de Melhor Atriz - Comédia ou Musical e o SAG de Melhor Atriz.

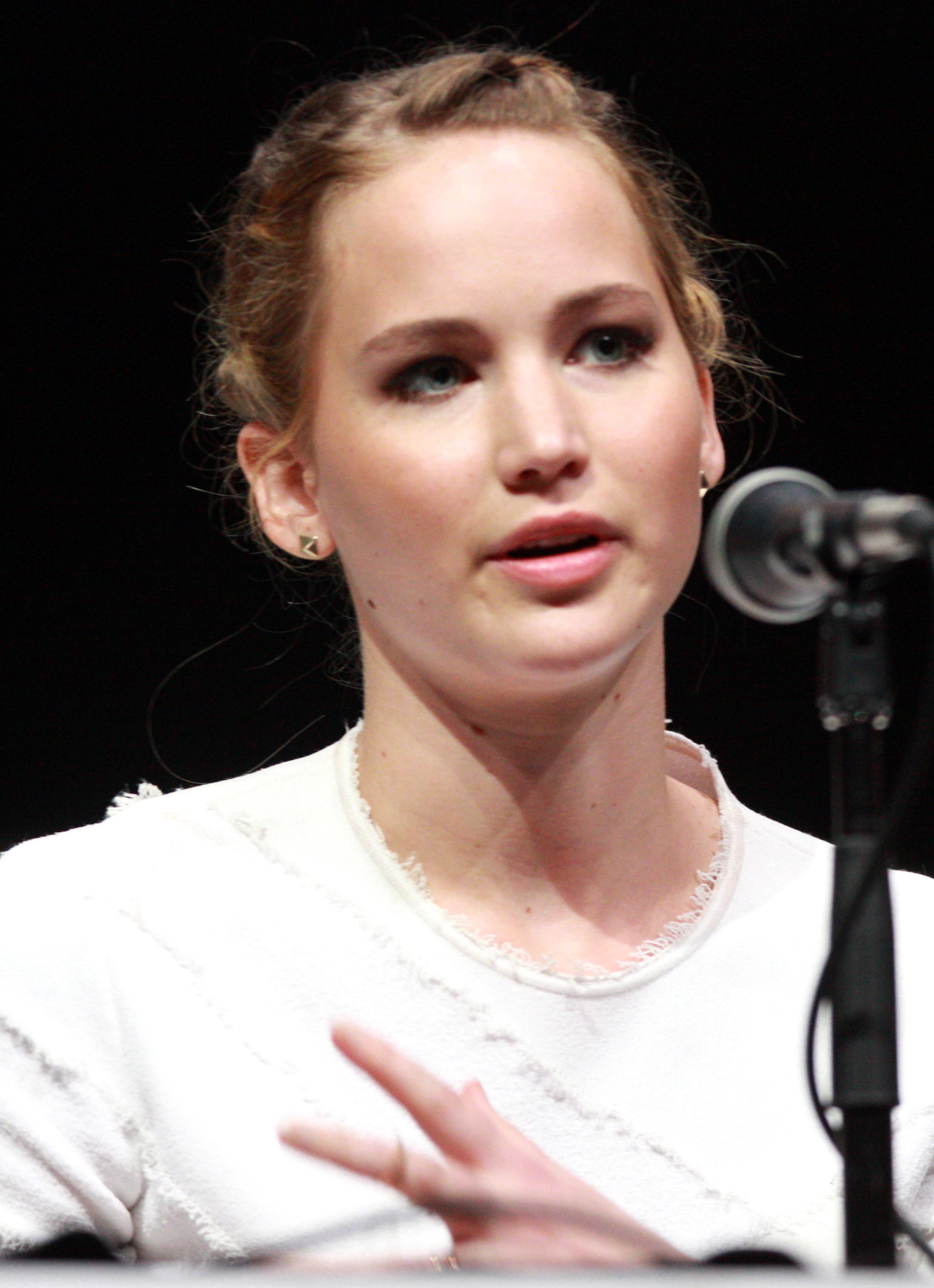
Jennifer Lawrence na San Diego Comic-Con de 2013

Em 10 de setembro de 2012 Lawrence começou a trabalhar na adaptação para o cinema do segundo romance da trilogia de The Hunger Games, The Hunger Games: Catching Fire, que foi lançado em 15 de novembro de 2013. Em outubro de 2012, Lawrence foi anunciada como o novo rosto da Dior. Ela foi classificada como a número um na lista de AskMen entre "99 mulheres mais desejadas de 2013". Em setembro de 2013, Lawrence começou as filmagens das duas partes do último filme da trilogia The Hunger Games, The Hunger Games: Mockingjay, que foram lançadas, respectivamente, em 19 de novembro de 2014 e 20 de novembro de 2015. Em 2015 protagoniza a cinebiografia da inventora Joy Mangano, realizada por David O. Russell, repetindo sua bem-sucedida parceria com o diretor, a performance de Lawrence recebeu críticas extremamente positivas, rendendo a ela o terceiro Globo de Ouro, na categoria Melhor Atriz - Comédia ou Musical, Lawrence ainda quebrou um recorde histórico, sendo indicada ao terceiro Oscar de Melhor Atriz, somando quatro indicações, fazendo dela a atriz mais jovem de todos os tempos a realizar este feito.
Em janeiro de 2013, Lawrence apresentou um episódio do Saturday Night Live, com o convidado musical The Lumineers. The Devil You Know, uma produção em pequena escala que Lawrence havia filmado em 2005, foi seu primeiro lançamento em 2013. Ela então reprisou o papel de Everdeen em Jogos Vorazes: Em Chamas, a segunda parte de a série de filmes Jogos Vorazes. Ao realizar acrobacias subaquáticas do filme, ela sofreu uma infecção no ouvido que resultou em uma breve perda de audição. Com ganhos de bilheteria de US$ 865 milhões, o filme continua sendo seu lançamento de maior bilheteria. Stephanie Zacharek, do The Village Voice, acreditava que a interpretação de Everdeen por Lawrence a tornava um modelo ideal e escreveu que "não há santidade ou pretensão de falsa modéstia na maneira como Lawrence a interpreta". Ela assumiu um papel coadjuvante no drama criminal de Russell, American Hustle (2013) como Rosalyn Rosenfeld, a esposa neurótica do vigarista Irving Rosenfeld (interpretado por Christian Bale). Inspirado pelo Federal Bureau of Investigation operação policial, o filme é definido como pano de fundo a corrupção política em 1970 de New Jersey. Lawrence fez pouca pesquisa para o papel e baseou sua performance no conhecimento da época dos filmes e programas de televisão que ela havia visto. Geoffrey Macnab, do The Independent, a elogiou como "engraçada", especialmente por uma cena improvisada em que ela beija agressivamente a amante do marido (interpretada por Amy Adams) nos lábios. A performance de Lawrence ganhou o Globo de Ouro e o BAFTA de Melhor Atriz Coadjuvante, além de uma terceira indicação ao Oscar, a primeira na categoria de apoio.
Jennifer mora em Los Angeles, Califórnia. Ela começou a se relacionar com Nicholas Hoult em 2011, após contracenarem em X-Men: First Class; porém o relacionamento terminou em janeiro de 2013, depois de 2 anos de namoro. Eles reataram em julho do mesmo ano, após filmarem X-Men: Days of Future Past juntos. O casal novamente rompeu em agosto de 2014, alegando incompatibilidade de agenda. Em 31 de agosto de 2014, Jennifer foi vítima de um vazamento de fotos íntimas na Internet. As fotos da atriz nua foram espalhadas pela web. O caso é parecido com o que aconteceu com a atriz Scarlett Johansson, em 2011, que também foi vítima de vazamento de fotos. Na publicação de 2014 das 100 Mulheres Mais Sensuais da FHM, ficou na primeira classificação.
Em 2016 o The Hollywood Reporter publicou sua lista das "100 pessoas mais poderosas do mundo" e a Jennifer ficou no 23.º lugar. Entre atores (homens e mulheres), ela está em 2.º lugar (atrás apenas de Leonardo DiCaprio, que está em 10.º lugar no geral) e é a atriz (mulher) mais poderosa e a mais jovem da lista.

### 2014–2019

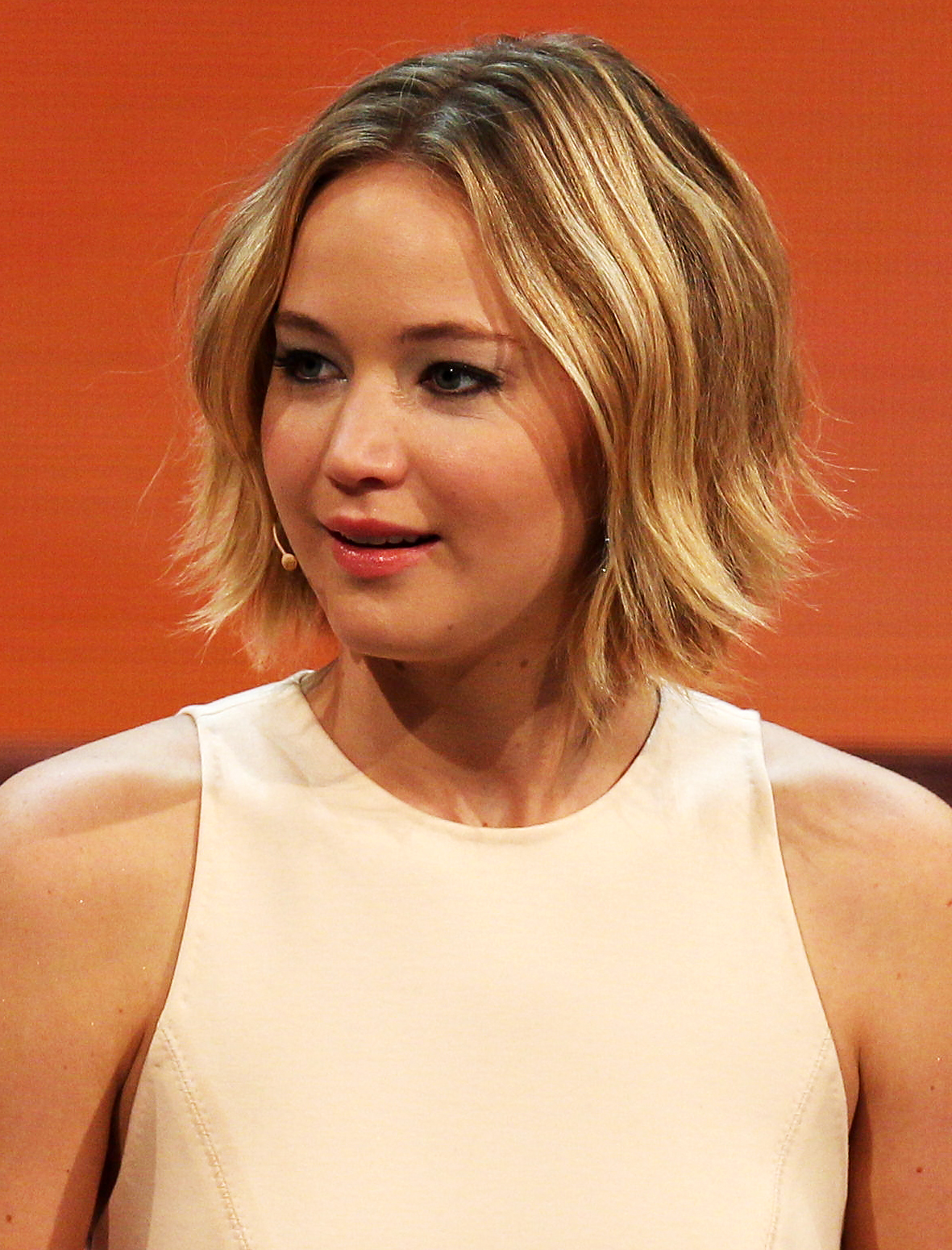
Jennifer Lawrence em 2014

Lawrence interpretou Serena Pemberton no drama Serena (2014) de Susanne Bier, baseado na novela de mesmo nome de Ron Rash. No filme, ela e o marido George (interpretado por Bradley Cooper) se envolvem em atividades criminosas depois de perceberem que não podem ter filhos. O projeto foi filmado em 2012 e lançado em 2014 para críticas ruins . Lawrence então reprisou o papel de Mística em X-Men: Dias de um Futuro Passado, que serviu de sequela de X-Men: The Last Stand (2006) e X-Men: First Class (2011). O filme recebeu críticas positivas e arrecadou US$ 748,1 milhões em todo o mundo, tornando-se o filme de maior bilheteria na série X-Men até aquele momento. Justin Chang, da Variety, elogiou seu visual no filme, mas achou que ela tinha pouco o que fazer, além de "olhar furiosa, rosnar e deixar que os artistas fizessem suas coisas".
Os próximos dois lançamentos de Lawrence foram nas partes finais da série de filmes Jogos Vorazes, Mockingjay - Parte 1 (2014) e Parte 2 (2015). Para a trilha sonora do filme anterior, ela cantou a música "The Hanging Tree", que chegou a várias paradas internacionais de singles . Em uma revisão do filme final da série, Manohla Dargis, do The New York Times, desenhou semelhanças entre sua ascensão ao estrelato e a jornada de Everdeen como líder rebelde, escrevendo: "Lawrence agora ocupa o papel tão facilmente quanto a respiração, em parte porque, como todas as grandes estrelas, ela parece estar interpretando uma versão do seu "verdadeiro" eu". Ambos os filmes faturaram mais de US$ 650 milhões em todo o mundo.

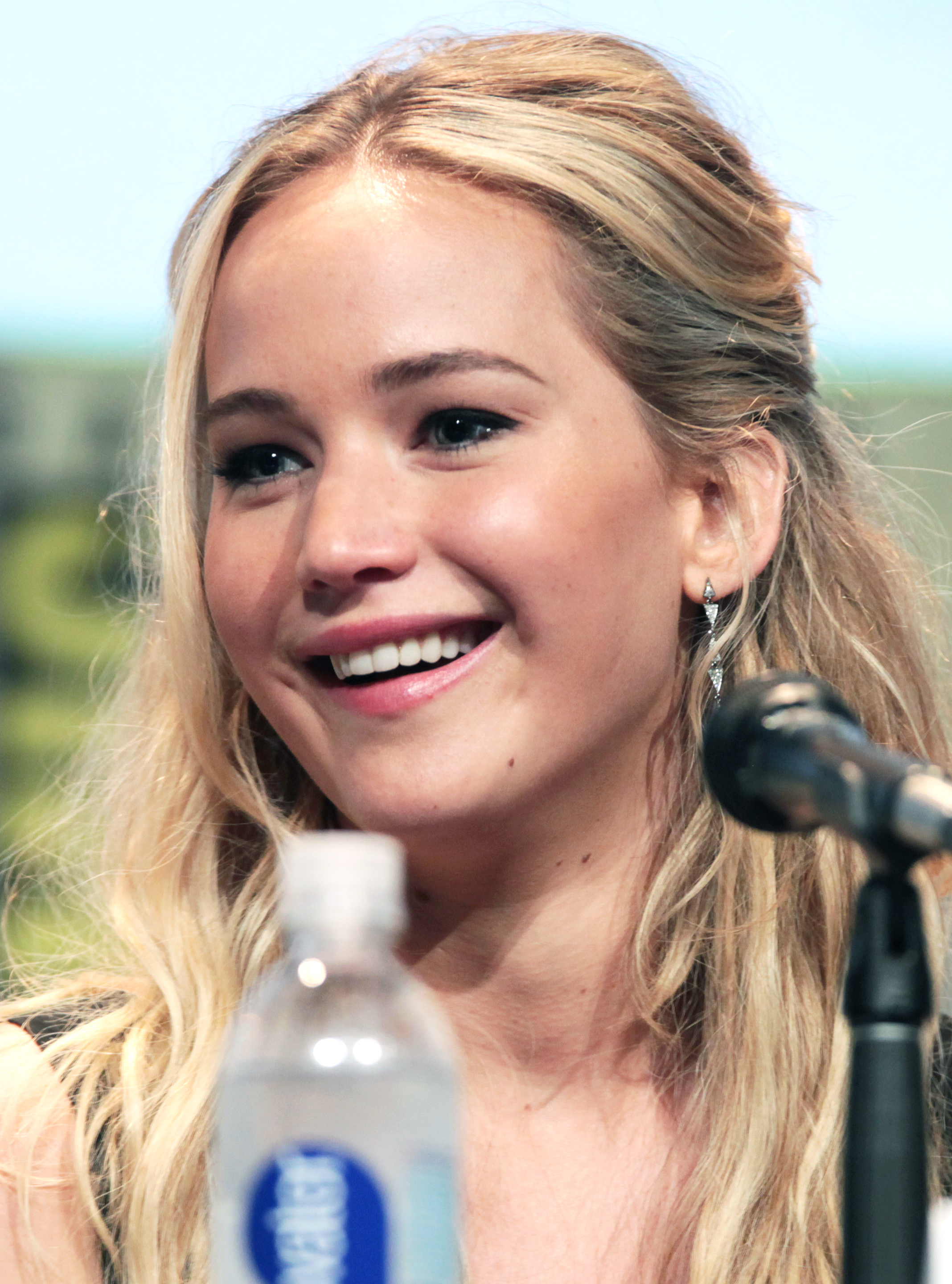
Jennifer Lawrence na San Diego Comic-Con de 2015

Lawrence trabalhou com Russell pela terceira vez na cinebiografia Joy (2015), na qual ela interpreta o personagem de mesmo nome, uma mãe solteira problemática que se torna um empresário de sucesso depois de inventar o Miracle Mop. Durante a produção em Boston, a imprensa noticiou um desentendimento entre Russell e Lawrence que resultou em uma "luta gritante". Ela disse que sua amizade com Russell tornou mais fácil para eles discordarem, porque as pessoas brigam quando realmente se amam. O filme não foi tão bem recebido quanto suas colaborações anteriores, mas seu desempenho foi elogiado. Richard Roeper chamou de "uma performance maravilhosamente estratificada que leva o filme através de pontos difíceis e desvios às vezes duvidosos", que foi seu melhor desde Winter's Bone . Ela ganhou um terceiro Globo de Ouro e foi indicada para outro Oscar de Melhor Atriz, tornando-se a pessoa mais jovem a receber quatro indicações ao Oscar. Lawrence começou 2016 fornecendo a narração para A Beautiful Planet, um documentário que explora a Terra a partir da Estação Espacial Internacional. Ela interpretou Mística pela terceira vez em X-Men: Apocalypse (2016). O filme recebeu críticas mistas, com um consenso de que estava cheio demais de ação que prejudicava os temas da história e as performances do elenco. Helen O'Hara, do Empire, considerou o filme uma decepção em relação às parcelas anteriores da série, e criticou a atriz por tornar seu personagem muito sombrio. Apesar disso, ela foi premiada como atriz de cinema favorita no 43.º People's Choice Awards.
Lawrence recebeu US$ 20 milhões por interpretar Aurora Lane no filme de ficção científica Passengers (2016), e recebeu o prêmio de melhor atriz coadjuvante por Chris Pratt. Apresenta Pratt e ela como duas pessoas que acordam 90 anos cedo demais de uma hibernação induzida em uma nave espacial destinada a um novo planeta. Lawrence diz que ela se sentiu nervosa ao realizar sua primeira cena de sexo e beijar um homem casado (Pratt) na tela; ela bebeu álcool para se preparar para as filmagens. A reação crítica foi mista, mas Lawrence defendeu o filme chamando-o de "uma história de amor corrompida e complicada". Mother, filme de terror psicológico de Darren Aronofsky foi o único lançamento de Lawrence em 2017. Ela estrelou como uma jovem esposa que sofre trauma quando sua casa é invadida por convidados inesperados. Lawrence passou três meses ensaiando o filme em um armazém no Brooklyn, apesar de sua relutância em ensaiar em suas tarefas anteriores. O papel intenso se mostrou difícil para ela filmar; ela recebeu oxigênio suplementar quando hiperventilou um dia e também deslocou uma costela. Mother! espectadores polarizados e solicitou greve em massa. O filme foi mais bem recebido pelos críticos; Walter Addiego, da San Francisco Chronicle rotulou-o de "agressivo" e "teste deliberado de resistência do público" e creditou a Lawrence por "nunca se deixar reduzir simplesmente a uma vítima uivante".
No ano seguinte, Lawrence estrelou Dominika Egorova, uma espiã russa que faz contato com um misterioso agente da CIA (interpretado por Joel Edgerton), no thriller de espionagem de Francis Lawrence, Red Sparrow, baseado no romance de Jason Matthews. Ela aprendeu a falar com sotaque russo e realizou treinamento de balé por quatro meses. Lawrence foi desafiado pela sexualidade em seu papel, mas disse que realizar as cenas de nudez a fazia sentir-se empoderada. Eric Kohn, do IndieWire, não gostou do desenlace do filme, mas elogiou o trabalho de Lawrence e Charlotte Rampling, afirmando que "o talento considerável em exibição é a graça salvadora constante do filme". Um ano mais tarde, Lawrence fez sua quarta e última aparição como Mística, em Dark Phoenix, que recebeu críticas negativas e surgiu como uma bomba de bilheteria.

### 2020–presente

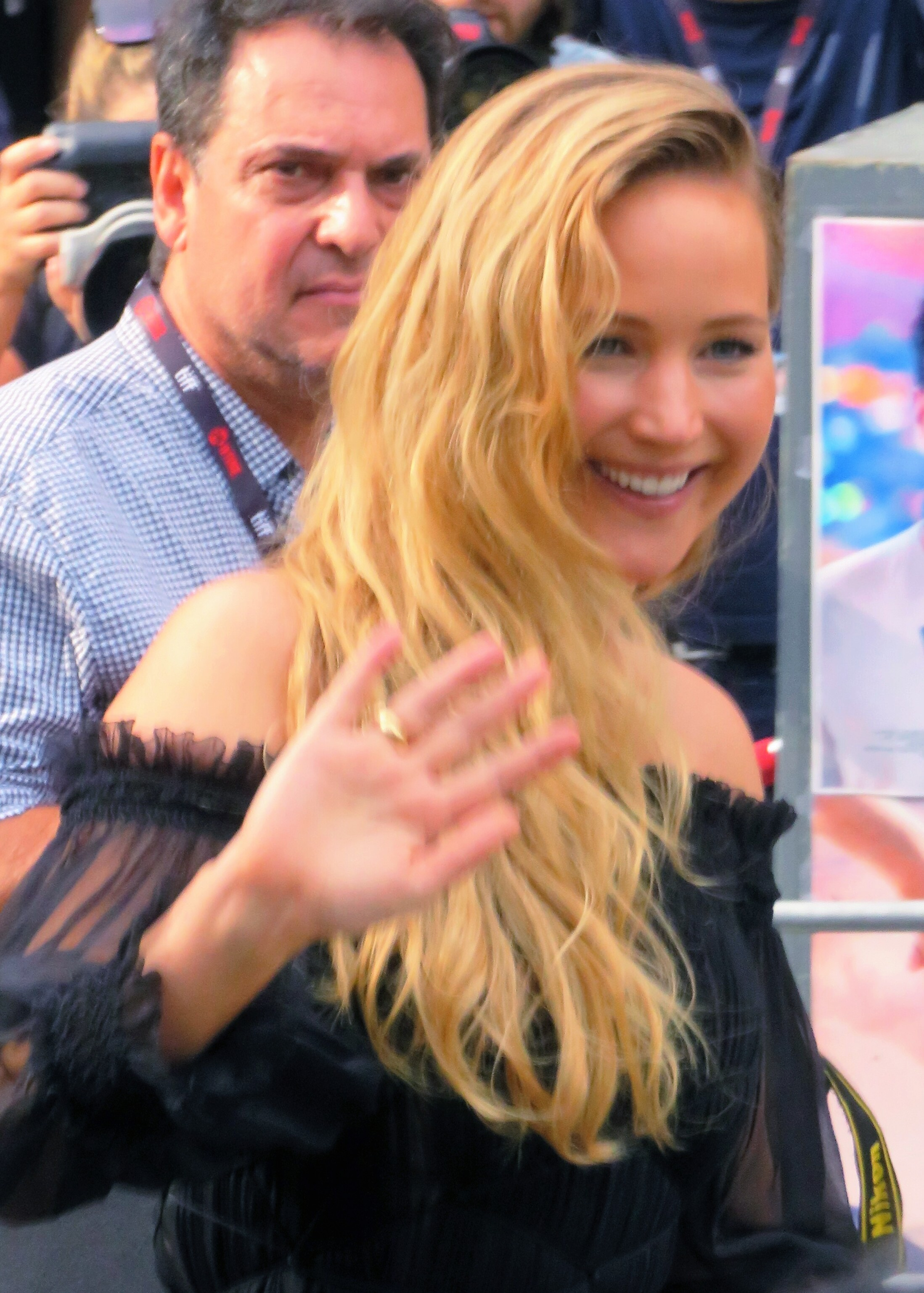
Lawrence em 2022

Após papéis em uma série de filmes com críticas mistas, Lawrence fez uma pequena pausa na atuação. Ela se sentia insatisfeita com seus filmes, queria evitar o escrutínio da mídia e se concentrou nas atividades domésticas durante esse período. Querendo trabalhar com o diretor Adam McKay desde os 19 anos, Lawrence voltou em 2021 em seu filme Don't Look Up para Netflix por uma taxa relatada de US$ 25 milhões. Um "apocalipse pastelão", o filme fez com que ela e o colega Leonardo DiCaprio interpretassem dois astrônomos tentando alertar a humanidade sobre um asteroide em nível de extinção. Para o papel, Lawrence recebeu um trabalho de tintura vermelha e um rebaixo; em entrevista à Vogue, ela disse que pesquisou extensivamente a aparência típica do aspirante a astrofísico. As críticas ao filme foram mistas, mas os críticos elogiaram principalmente as atuações de Lawrence e DiCaprio, que foram descritos como "poderosos" por Ian Sandwell do Digital Spy e "uma delícia de assistir" por Saibal Chatterjee da NDTV.
Lawrence ganhou uma quinta indicação ao Globo de Ouro pelo filme. Ele quebrou o recorde de mais visualizações, 152 milhões de horas em uma única semana na história da Netflix, e é o segundo filme mais assistido da plataforma em 28 dias após o lançamento. Lawrence estrelou o drama independente de Lila Neugebauer Causeway (2022), interpretando um soldado sofrendo de uma lesão cerebral. Ela também produziu o filme em sua empresa Excellent Cadaver, que ela formou em 2018. Depois de estrelar vários filmes de grande orçamento, ela foi atraída pela "melodia lenta de uma história dirigida por personagens".
Comparando-o com seu trabalho em Winter's Bone, Allison Wilmore of Vulture opinou que o filme "é um lembrete bem-vindo de como Lawrence pode ser atraente, bem como uma indicação promissora de que ela está disposta a buscar projetos menores e trabalhar com diretores emergentes". Em Excellent Cadaver, Lawrence produziu Bread and Roses (2023), um documentário do diretor Sahra Mani sobre mulheres afegãs sob o domínio do Talibã. Em seguida, Lawrence estrelará e produzirá o filme de comédia No Hard Feelings, dirigido por Gene Stupnitsky.

## Vida pessoal
Durante as filmagens de X-Men: First Class, em 2010, Lawrence iniciou um relacionamento romântico com sua co-estrela Nicholas Hoult. Em 2014, o casal se separou na época em que trabalhavam em X-Men: Dias de um Futuro Esquecido. Também naquele ano, ela foi uma das vítimas do vazamento de fotos de celebridades nuas do iCloud. Lawrence enfatizou que as imagens nunca foram feitas para serem publicadas; ela chamou o vazamento de "crime sexual" e "violação sexual". Ela acrescentou que os espectadores das imagens deveriam ter vergonha da sua parte em uma ofensa sexual. A atriz afirmou, mais tarde, que suas fotos eram destinadas a Nicholas Hoult e que, ao contrário de outras vítimas do hack, ela não planejava processar a Apple Inc.
Em setembro de 2016, ela começou a namorar o diretor Darren Aronofsky, a quem conheceu durante as filmagens de Mother! O casal se separou em novembro de 2017. Em 2018, ela começou a namorar Cooke Maroney, diretor de uma galeria de arte, e eles ficaram noivos em fevereiro de 2019. Em outubro de 2019, ela se casou Maroney em Rhode Island. Em maio de 2019, ela reside em Lower Manhattan, Nova York e Beverly Hills, Califórnia.

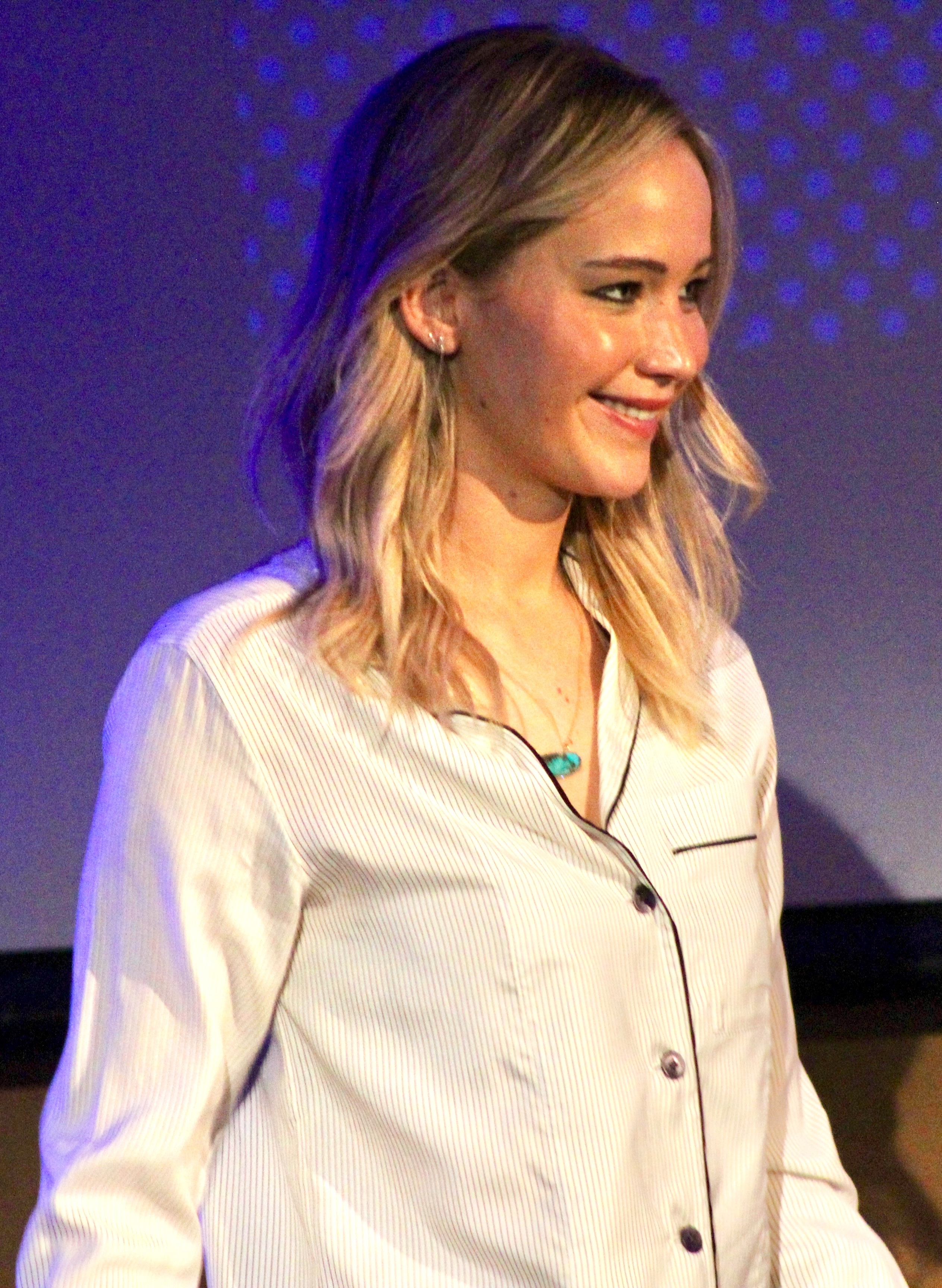
Lawrence na Tulane University em 2018

Lawrence é um defensora da Planned Parenthood, e participou de um vídeo em junho de 2017 contra o defunding da organização. Ela falou contra o tiroteio em novembro de 2015 em uma clínica de Paternidade Planejada de Colorado Springs. Ela é feminista, um conceito que argumenta que não deve intimidar as pessoas "porque significa apenas igualdade". Lawrence promove a positividade do corpo entre as mulheres. Em 2015, ela escreveu um ensaio para a Carta Lenny, no qual criticava a disparidade salarial entre homens e mulheres em Hollywood. Ela escreveu sobre suas próprias experiências no setor, como o menor salário que recebeu por seu trabalho na American Hustle em comparação com seus colegas de elenco masculinos. Em uma entrevista de 2015 à Vogue, Lawrence criticou a funcionária do condado de Kentucky, Kim Davis, por sua oposição ao casamento entre pessoas do mesmo sexo. Lawrence foi "criada como republicana", mas posteriormente criticou a posição do partido sobre os direitos das mulheres. Ela tem forte oposição a presidência de Donald Trump, afirmando em 2015 que sua eleição seria "o fim do mundo".
Lawrence tornou-se membro da Academia de Artes e Ciências Cinematográficas em 2011. Ela deu seu apoio a várias organizações de caridade, como o Programa Mundial de Alimentos, Feeding America e o Thirst Project. Junto com Josh Hutcherson e Liam Hemsworth, seus colegas de elenco dos Jogos Vorazes (2012), Lawrence fez uma parceria com as Nações Unidas para divulgar a pobreza e a fome. Ela organizou uma exibição inicial de Jogos Vorazes: Em Chamas (2013) para beneficiar o Saint Mary's Center, uma organização de deficientes em Louisville, e levantou mais de US$ 40 mil pela causa. Ela fez parceria com a rede de transmissão de caridade Chideo para arrecadar fundos para os Jogos Mundiais de Verão de 2015 das Olimpíadas Especiais, exibindo seu filme Serena (2014) . Ela também colaborou com Omaze para sediar um concurso de angariação de fundos para os jogos, como parte da estreia de Jogos Vorazes: Mockingjay - Parte 1 (2014).
Em 2015, Lawrence se uniu a Hutcherson e Hemsworth para a Prank It FWD, uma iniciativa de caridade para arrecadar dinheiro para a organização sem fins lucrativos Do Something. Nesse ano, ela também lançou a Jennifer Lawrence Foundation, que apoia instituições de caridade como os Boys & Girls Clubs of America e a Special Olympics. Em 2016, ela doou US$ 2 milhões ao Hospital Infantil Kosair em Louisville para estabelecer uma unidade de terapia intensiva cardíaca com o nome de sua fundação. Lawrence é membro do conselho da Represent.Us, uma organização sem fins lucrativos que busca aprovar leis anticorrupção nos Estados Unidos. Em 2018, ela colaborou com 300 mulheres em Hollywood para criar a iniciativa Time's Up para proteger as mulheres de assédio e discriminação. Ela participou da Marcha das Mulheres de 2018 em Los Angeles para afirmar seu compromisso com os direitos das mulheres. Também naquele ano, Lawrence anunciou seu compromisso de envolver jovens americanos politicamente e de advogar por leis anticorrupção Em 2018, Lawrence fundou uma empresa de produção chamada Excellent Cadaver.
Iniciou um relacionamento com Cooke Maroney em 2018, com quem casou em outubro de 2019. Em setembro de 2021 a revista People confirmou sua primeira gravidez, e em fevereiro de 2022 foi mãe pela primeira vez . Em novembro de 2024 anunciou que estava grávida novamente, e em março de 2025 nasceu o seu segundo filho.